# マリアナ海域漁船集団遭難事件
マリアナ海域漁船集団遭難事件（マリアナかいいきぎょせんしゅうだんそうなんじけん）は、1965年10月7日に発生した台風による海難事故である。この事故では209人の犠牲者（死者1人、行方不明208人）が出ており、第2次世界大戦後の日本における漁船の遭難事故としては、1954年5月のメイストームによる北海道近海でのサケ・マス漁船集団遭難に次いで大きなものとなった。また海上自衛隊は、創設以来初めての海外での災害派遣を実施した。通称「マリアナ海難」。

## 海難の発生
1965年10月4日未明、カロリン諸島で発生した台風第29号（国際名:Carmen）は、10月6日時点の予報ではアグリハン島の東方海上を通過するという見通しであった。当時、マリアナ近海では日本から出港した静岡船籍のかつお・まぐろ漁船40隻ほどが操業を行なっていたが、この予報を受けて、このうち10隻がアグリハン島の西岸に避難した。
しかし台風第29号は、10月6日には予想に反して進路を西寄りから北寄りに急転し、7日朝、避航中の7隻がいるアグリハン島付近を通った。しかも中心気圧が急激に下降して発達、6日3時には970mbであったが7日3時には914mbとなり、最大風速70m/sに達した。これにより、島の西に避航した漁船は、台風中心が通過すると共に東から西に変わった風をまともに受け、しかも70m/s前後の猛烈な向岸風であったので、1隻はアグリハン島に座礁して船体が大破、1隻は沈没、残る5隻は、多くの漂流物は発見されたものの船体は乗組員もろとも行方不明となった。その後、下記のように空と海からの大規模な捜索が実施されたものの、わずかに、捜索活動の初期に発見した3人の漂流者等を救助したのみとなった。

## 関係諸機関の対応
海上保安庁は、遭難船の1隻である第八海龍丸からの遭難通信を受信するや、ただちに在日米海軍司令部に対し最寄りの米軍艦艇・航空機による救助を要請するとともに巡視船「むろと」など2隻を出動させ、更に、付近出漁中の漁船と捜索救難のための連絡を取り、防衛庁・水産庁にも捜索への参加を要請した。また9日には、政府も、総務長官を議長とする「マリアナ沖遭難漁船対策連絡会議」を総理府に設置し、対策の検討に入った。
現地時間7日午後2時半、漁船遭難の通報を受けたアメリカ海軍は、直ちに飛行中の航空機2機を現場に向かわせたものの、要救助者の発見には至らなかった。8日から10日までの間は、可動全力（3機）をもって捜索し、8日には座礁転覆した漁船を発見、生存者に救援物資を投下した。

### 海上自衛隊の災害派遣

#### 派遣決定と出動準備
連絡会議を踏まえて、9日夕刻、三輪良雄防衛事務次官から西村友晴海上幕僚長に対し、海上自衛隊の部隊の派遣について検討するよう連絡があった。この時点で、既に自衛艦隊司令部では災害派遣に備えた検討を実施しており、派遣可能な部隊は第9護衛隊（あやなみ、うらなみ）、第5護衛隊（あさかぜ、はたかぜ）、給油艦「はまな」及び航空集団所属のP2V 6機である旨、海上幕僚監部に通知していた。午後8時35分、自衛艦隊司令官（石黒進海将）は、海上幕僚監部との調整結果に基づき、直率の第9護衛隊（司令：高田敏夫1佐）及び第5護衛隊（司令：名越有幸1佐）に対して災害派遣準備を命ずるとともに、自衛艦隊司令部では、航空機派遣のため、グアムのアガナ海軍航空基地の使用について、在日米海軍司令部を通じて交渉を開始した。
午後9時10分、海上保安庁長官から部隊派遣の要請があり、マリアナ沖の遭難漁船乗組員の捜索救難に関する海上自衛隊行災命が発令された。次いで、自衛艦隊行災命に基づき、第1護衛隊群司令（橋口百治海将補）を指揮官として、第5・9護衛隊をもって水上捜索任務群が編成され、準備出来次第出港、捜索海域に向かうこととなった。各艦は、横須賀・佐世保各地方隊の支援を受けて、乗員の警急呼集、燃料真水及び生糧品等の急速補給を実施した後、第5護衛隊は10日午前1時に佐世保を、第9護衛隊は同日午前2時20分横須賀を、それぞれ出港して現地に向かった。またこの際、第9護衛隊には報道関係者12名が便乗した。
一方、航空集団司令部では、海上幕僚監部及び自衛艦隊司令部と調整のうえで、下総の第4航空群（群司令：岡島清熊1佐）、八戸の第2航空群（群司令：内田泰1佐）に出動準備を下令した。準備は迅速に進み、10日未明には第4航空群（第3航空隊）のP2V-7 6機が発進準備を完了、これと前後して第2航空群（第2・4航空隊）のP2V 4機が逐次下総航空基地に進出して出動準備を完了した。しかしこれら航空部隊の派遣については、米国からアガナ基地の使用許可があってから発動する方針で、9日夜以来、海上幕僚監部はMAAG、自衛艦隊司令部も在日米海軍司令部を通じてそれぞれ折衝を行っていたものの、なかなか許可が出ず、一時は無許可のまま発進することも検討された。
10日午前7時前になって、ようやく米軍からアガナ基地の使用許可について連絡があり、航空集団に対する海上自衛隊行災命が発令されて、航空集団司令部から派遣された矢板康二1佐を指揮官とする航空捜索救難任務隊（P2V-7×6機: いずれも3空所属機）、および航空集団司令官（相生高秀海将）直率の航空輸送任務隊（P2V-7×4機: 2・4空所属機）が編成され、10日午前8時過ぎより、順次に下総航空基地を発進してグアムに向かった。なおこの災害出動に際し、特例として、出国手続、税関手続及び検疫手続（帰国時は下総で実施）は省略された。
現地到着後、航空捜索救難任務隊指揮官は、直ちに米軍統合捜索救難中枢（JSARCC）を訪問し、米側指揮官から7日以降の捜索状況の説明を受けるとともに、翌日からの日米捜索計画について打合せを行った。翌11日早朝より、航空捜索救難任務隊の6機のP2V-7は捜索活動を開始した。一方、水上捜索任務群の第1護衛隊群（第9護衛隊）は12日午前10時50分、第5護衛隊は13日午前2時20分に、それぞれ現地に到着し、それぞれ直ちに捜索活動を開始した。

#### 捜索活動とその終了
アメリカ海軍では、10日からは特に潜水艦救難艦を現場に派遣し、第15潜水戦隊司令を現場指揮官に任命するとともに、ハワイからC-130輸送機1機を召致し、現場での空中調整及び通信中継を行なっていた。途中から、この空中現場調整機に航空捜索救難任務隊の幹部1名が配乗し、日本語による通信連絡に当たることになった。またアメリカ軍は、沈没を免れた日本漁船から情報を聴取していたが、言葉が通じないなどの問題が生じていたことから、12日夕刻より、水上捜索任務群から首席幕僚（菊地義一2佐）ほか2名が潜水艦救難艦に派遣された。
航空捜索救難任務隊のP2V-7は500フィート程度の低空を飛行して海上を捜索していたため、無線による通信可能範囲が狭く、漂流物などを発見した場合には米軍の空中現場調整機を介して近くの艦船を誘導し、回収するという手順になっていた。P2V-7には冷房装置がなく、低空を長時間飛行していると機内の温度が上昇してしまうため、近くにスコールがあるときにはあえてその中を飛ぶことで機体の温度を下げるなどの工夫をしていた。また地上駐機中も、炎天下飛行機が手も触れられない程に熱くなるので、やむを得ず気温の下がる夜間に懐中電燈を頼りに整備するという状況で、そのうえ、作業中は蚊に悩まされることが多かった。一方、水上捜索任務群は、米海軍、巡視船等から得た情報、台風29号の通過経路、水路図誌、漂流物及び生存者の救出位置等から判断して、当初はアグリハン島の東側に捜索区域を設定して活動していたが、海流、風向、漂流物の発見位置等を踏まえて、13日夕刻からはアグリハン島の西方海域に捜索区域を移し、捜索を続行することとした。
航空輸送任務隊の4機は、もともとは整備要員・器材の輸送任務ということで、乗員は未充足のままで派遣されており、当初は輸送任務が終わったら帰投する予定であったが、11日には予定を変更し、現地で航空捜索救難任務隊に編入されることになったため、元の所属に拘らずに乗員をやりくりして混成チームで飛ぶことになった。また14日には、第1航空群（群司令：阿部平次郎海将補）のP2V 1機が増強され、航空捜索救難任務隊に加わった。同機は、航空機用部品、増加食及び日用品等を搭載してきており、また隊長機は15日に一度帰国して16日に再度グアムに飛来するにあたって即席ラーメンなどを大量に搭載してきていた。これにより、航空部隊もようやく自給態勢がとれるようになった。航空部隊はアガナ基地で補給を受けていたが、初の部隊規模での海外派遣ということもあり、特に食事面での苦労が多かった。飛行中のランチボックスは、フライドチキンとクラッカーにピクルスなどが付属するもので、毎日ほぼ同じ内容であり、特に米飯に愛着が強い自衛官はなかなか馴染むことができず、整備員のうち1名は連絡機で帰国し、また便秘のために現地の病院に入院する者まで出た。
14日夕刻には給油艦「はまな」が現地に到着し、水上捜索任務群に合同した。同艦合同後、第1護衛隊群の各艦に対し、便乗してきた同群の隊員及び生糧品の移載を行った。更に、「はまな」では、捜索漁船の代表を招き、漁船に対する補給物資の引き渡しについて打合せを行い、各漁船に物資補給を行った。
15日、「はまな」は漁船に対する補給終了次第、横須賀に帰投するよう命令を受け、16日午前1時、水上捜索任務群指揮官の指揮を解かれ、横須賀に向かった。このとき、他の護衛艦に分乗していた報道関係者12名は、同艦に移乗、横須賀へ帰ることになった。
19日夕刻、海上保安庁長官から災害派遣撤収の要請があり、派遣部隊の撤収に関する海上自衛隊行災命が発令された。これにより、第1護衛隊群（第9護衛隊）は、同日午後10時捜索海面発、22日午後1時半横須賀に帰投した。また、第5護衛隊は佐世保に向かい、21日午後10時35分に帰着した。各隊は、それぞれ入港時をもって任務編成を解かれた。一方、航空部隊は20日、日米合同研究会に参加するとともに帰国準備を行い、翌21日午前7時、4個編隊に分かれてアガナ基地を離陸、同日午後2時、全機下総基地へ帰投した。
最終的に、本捜索救難活動には、延べ207隻の艦船、延べ91機の航空機が投入され、捜索海面は延べ27万平方海里に及んだが、遂に行方不明の遭難漁船を発見する事はできず、10月23日、捜索活動を終了した。

## 海難審判
この件に関する海難審判は、1966年2月12日に横浜地方海難審判庁で開かれた。この審判は、遭難漁船1隻ごとに行なっていたが、「マリアナ海域漁船集団遭難事件」とまとめて7隻の海難審判が行なわれるようになった。
裁決は1967年3月30日に開かれ、「遭難は台風第29号の予測困難な発達による荒天に遭遇して発生した」とする裁決が下っている。

## その後

焼津市浜当目にあるマリアナ観音。第三千代丸乗組員42名の慰霊碑。

この事故は、多くの犠牲者を出したため、当時の日本社会に大きな衝撃を与えた。1965年11月5日の衆議院通常国会で取り上げられ、海難事故に対する具体的な対応などが問われている。まだ気象衛星などない時代であり、政府部内からも、日本も独自の気象観測機を所有しようと言う声も聞かれたが（朝日新聞報道）、具体的な計画も無いままうやむやに終わった。それまで近海用の救難機しか保有していなかった海上保安庁は、南洋で巡航しながらの気象観察と漁船の救難任務のために、2,000トン型巡視船（後のいず型巡視船）とYS-11Aの導入を決定した。

## 被害
| 第十一弁天丸 | アグリハン島座礁                  | 行方不明1人                       |
| 第三永盛丸   | 沈没                              | 生存者3人、行方不明32人           |
| 第八国生丸   | 船体消息不明                      | 死亡1人、行方不明29人             |
| 第八海竜丸   | 船体消息不明                      | 行方不明32人                      |
| 第五福徳丸   | 船体消息不明                      | 行方不明31人                      |
| 第三千代丸   | 船体消息不明                      | 行方不明42人                      |
| 第三金刀羅丸 | 船体消息不明                      | 行方不明41人                      |
| 総計         | 生存者3人、死亡1人、行方不明208人 | 生存者3人、死亡1人、行方不明208人 |